# Guibemantis methueni
Guibemantis methueni es una especie de anfibio anuro de la familia Mantellidae.

## Distribución geográfica
Esta especie es endémica de Madagascar central-oriental. Habita desde el nivel del mar hasta 980 m de altitud.

## Taxonomía
Esta especie ha sido identificada por su sinonimia con Guibemantis bicalcaratus por Vences, Rakotoarison, Rakotondrazafy, Ratsoavina, Randrianiaina, Glaw, Lehtinen & Raxworthy en 2013 en la que Blommers-Schlösser colocó en 1979.

## Etimología
Esta especie lleva el nombre en honor a Paul Ayshford Methuen.

## Publicación original
- Angel, 1929 : Matériaux de la Mission G. Petit à Madagascar. Description de trois batraciens nouveaux appartenant aux genres Mantidactylus et Gephyromantis. Bulletin du Museum National d'Histoire Naturelle, sér. 2, vol. 1, p. 358-362.[4]